# Tambusa
Tambusa is een kevergeslacht uit de familie van de boktorren (Cerambycidae). De wetenschappelijke naam van het geslacht werd voor het eerst geldig gepubliceerd in 1905 door Distant.

## Soorten
Tambusa is monotypisch en omvat slechts de volgende soort:
- Tambusa marleyi Distant, 1905